# Guido Calcagnini
Guido Calcagnini (ur. 25 września 1725 w Ferrarze, zm. 27 sierpnia 1807 w Osimo) – włoski kardynał.

## Życiorys
Urodził się 25 września 1725 roku w Ferrarze, jako syn Cesarego Calcagniniego Cateriny degli Obizzi. Studiował na La Sapienzy, gdzie uzyskał doktorat utroque iure, a następnie został referendarzem Trybunału Obojga Sygnatur. 30 listopada 1764 roku przyjął święcenia diakonatu, a 21 grudnia – prezbiteratu. 4 lutego 1765 roku został tytularnym arcybiskupem Tarsu, a sześć dni później przyjął sakrę. W latach 1765–1775 był nuncjuszem w Neapolu, a od 1775 – prefektem Domu Papieskiego. 20 maja 1776 roku został kreowany kardynałem prezbiterem i otrzymał kościół tytularny Santa Maria in Traspontina. Tego samego dnia został arcybiskupem ad personam Osimo. Zmarł tamże 27 sierpnia 1807 roku.